# Joachim Friedrich von der Hardt
Joachim Friedrich von der Hardt (* 1719 auf Rügen; † September 1779 in Königsberg in Preußen) war königlich preußischer Oberst und Kommandeur des Grenadier-Regiments Nr. 4.

## Leben
Er wurde 1733 preußischer Kadett und wurde 1738 als Fahnenjunker in das Infanterie-Regiment Nr. 1. 1740 wurde er zum Fähnrich, 1742 zum Seconde-Lieutenant und 1751 zum Premier-Lieutenant ernannt. Er kämpfte dabei in den Schlachten von Mollwitz, Chotusitz und Hohenfriedberg.
Als im Siebenjährigen Krieg die Sachsen bei Pirna kapitulieren mussten, wurden die Gefangenen in neuerrichtete preußische Regimenter eingereiht. So entstand auch das Infanterie-Regiment S 50 (Wietersheim). Zur Unterstützung wurden preußische Offiziere in diese Regimenter versetzt, so kam Hardt 1756 als Grenadier-Hauptmann in das Regiment S 50. Bis 1761 hatte sich das Regiment aber wieder aufgelöst und so wurde er als Major auf die Stelle des Kommandanten von Damm bei Stettin versetzt.
Nach dem Krieg wurde er 1765 als Kommandeur in das Grenadier-Regiment Nr. 4 versetzt, das aus den Garnisons-Regimenter Nr. 2 und Nr. 1 zusammengestellt wurde. 1771 wurde er Oberstleutnant und 1773 Oberst. Er starb im September 1779 in Königsberg in Preußen.
Er war mit einer Tochter des pommerschen Landrentmeisters Vangerow verheiratet, mit der er einen Sohn hatte.